# Almudena Cid
Almudena Cid Tostado est une gymnaste rythmique espagnole, née le 15 juin 1980 à Vitoria-Gasteiz, dans la province d'Alava, au Pays Basque. Elle a été sept fois championne d'Espagne de sa discipline.

## Biographie
Almudena Cid a participé aux Jeux olympiques d'Atlanta de 1996, aux Jeux olympiques de Sydney de 2000, aux Jeux olympiques d'Athènes de 2004 et aux Jeux olympiques de Pékin de 2008. Elle est ainsi devenue la première gymnaste à disputer quatre finales olympiques consécutives.
En 2003, lors des Championnats européens de Riesa, elle a reçu le prix Longines de l'élégance. En 2005, elle a remporté les Jeux Méditerranéens.
Elle a terminé deux fois sur le podium dans des épreuves de Coupe du monde, à chaque fois sur la 3e place : en ballon à Saragosse en 2003 et en cerceau à Corbeil-Essonnes en 2008.
En 2007, elle est arrivée onzième aux Championnats du Monde de Patras, et en 2008, elle s'est classée huitième aux Jeux olympiques de Pékin.